# Praia Macuti
A Praia Macuti é uma praia localizada na cidade da Beira, na província de Sofala, em Moçambique. Nesta praia que se localiza o Farol do Rio Macuti, inaugurado em 1904.